# Castelo romano das Juntas
O Castelo das Juntas, igualmente conhecido como Cerro do Castelo das Juntas, foi uma fortificação romana, que se situava no território do atual Município de Castro Verde, na região do Baixo Alentejo, em Portugal.

## Descrição e história
Os vestígios encontrados no local correspondem a um forte ou a uma villa fortificada, tendo sido descobertos vários alinhamentos de muros, especialmente nos taludes a Este, Oeste e Norte, situadas a diferentes cotas, que assinalam os patamares da fortificação. No topo da colina também foi encontrado um murouço em pedra solta, que servia como abrigo para os pastores. Também existe uma referência à presença de um grupo de covas na rocha, que poderiam ter sido utlizados como cadinhos numa fundição. Em termos de espólio, foi identificada uma mancha de dispersão de materiais, formada principalmente por cerâmica comum do período romano, com algumas peças de cerâmica de construção, partes de ânforas campanienses, e uma moeda cunhada na Hispânia.
O sítio foi ocupado desde a primeira metade do século I. a.C. até ao século II d.C., sendo parte de um sistema de fortificações romanas, os castella, que também incluia os fortes de Vale de Mértola, Amendoeira, construídos devido à riqueza mineira da área. Em 1981 o local foi investigado como parte de um programa de sondagens em várias fortificações romanas na área, que também incluiu as de Vale de Mértola, Chaminé, e Amendoeira. O sítio foi novamente alvo de trabalhos arqueológicos em 1990, ao abrigo de um protocolo de florestação entre o Instituto Português do Património Cultural e a Sociedade Portuguesa de Papel, em 1995, 1999, e 2016.